# Howard Sant-Roos
Howard Sant-Roos, né le 13 février 1991, à La Havane, à Cuba, est un joueur cubain de basket-ball. Il évolue au poste d'ailier et est reconnu pour ses qualités de défenseur.

## Carrière
En janvier 2020, Sant-Roos quitte l'AEK Athènes et rejoint le champion d'Europe en titre, le CSKA Moscou. Il signe un contrat courant jusqu'à la fin de la saison 2022-2023.
En juillet 2020, Sant-Roos rejoint le Panathinaïkós Athènes avec  lequel il paraphe un contrat pour une saison et une autre saison en option. En août 2021, il prolonge son contrat jusqu'à la fin de la saison 2022-2023.
En août 2022, le joueur cubain quitte le championnat grec et rejoint la Liga ACB en se ralliant au Casademont Zaragoza. Le 21 juillet 2023, Sant-Roos signe avec l'UCAM Murcia et poursuit sa carrière dans le championnat espagnol.

## Palmarès
- Champion de Grèce 2021
- Vainqueur de la Coupe de Grèce 2021
- Vainqueur de l'EuroCoupe 2017-2018